# Богородское (Татарстан)
Богородское — село в Пестречинском районе Татарстана. Административный центр Богородского сельского поселения.

## География
Находится у реки Нокса к востоку от Казани, в 16 км к западу от села Пестрецы. Примыкает к автодороге «Волга» (с другой стороны дороги находится село Гильдеево).

## История
Основано во второй половине XVI века как Починок Сафаров, упоминалось также как Успенское. В 1888 году была построена последняя Успенская церковь (взамен старой обветшавшей).

## Население
| 2013 | 2014 |
| ---- | ---- |
| 728  | ↗757 |

Постоянных жителей было: в 1782 году — 135 душ мужского пола, в 1859—417, в 1884—571, в 1920—929, в 1926—1013, в 1949—543, в 1958—528, в 1970—468, в 1979—490, в 1989—578, в 2002—656 (русские 67 %, татары 31 %), 662 в 2010.

## Транспорт
В начале 1990-х годов появилось автобусное сообщение с Казанью (улица Космонавтов).
Ведётся строительство дороги от села к деревне Куюки (в сторону Казани).